# Ian MacKenzie (natation)
Pour les articles homonymes, voir Ian Mackenzie et Mackenzie.
Ian MacKenzie, né le 30 septembre 1953 à Vancouver (Colombie-Britannique), est un nageur canadien.

## Biographie
Ian MacKenzie est médaillé d'argent du relais 4 × 100 mètres nage libre aux Jeux panaméricains de 1971 à Cali.
Il représente le Canada lors des Jeux olympiques d'été de 1972 de Munich en Allemagne où il termine 7e de la finale du relais 4 × 200 mètres nage libre. Il dispute aussi les épreuves du 100 et 200 mètres dos et du 200 mètres nage libre, atteignant les demi-finales au 100 mètres dos.
Il est ensuite médaillé de bronze du relais 4 × 100 mètres 4 nages aux championnats du monde de natation 1973 à Belgrade.
Aux Jeux du Commonwealth britannique de 1974 à Christchurch, il remporte la médaille d'or du relais 4 × 100 mètres nage libre et la médaille de bronze du relais 4 × 200 mètres nage libre.